# Battle Poker
Battle Poker é um jogo para WiiWare produzido pela Left Field Productions que foi lançado na América do Norte em 20 de julho de 2009. Também ficou disponível no PlayStation Portable em 10 de dezembro de 2009.

## Jogabilidade
O jogo mostra os jogadores correndo contra um limite de tempo para fazer a melhor mão de cinco cartas possível. As "batalhas" do jogo consistem em várias rodadas com pontos marcados no final de cada rodada com base nas cartas da mão de cada jogador.
O jogador usa o Wii Remote para apontar e clicar em uma grade de cartas voltadas para cima para virar uma carta para todos os jogadores verem. Os jogadores têm então a oportunidade de pegar a carta e adicioná-la à mão. Os pontos também são marcados para cada rodada com base na qualidade da mão do jogador.

## Recepção
O Battle Poker recebeu críticas mistas após seu lançamento. Daemon Hatfield do IGN deu à versão Wii do jogo um 5.6/10, dizendo que os controles "funcionam bem", mas por outro lado criticando-o por sua falta de modo online e seus minigames "superficiais". Philip J. Reed da Nintendo Life deu ao jogo cinco de dez estrelas, elogiando a apresentação e a interface, mas também criticando sua falta de apelo para o público em geral.

## Ligações Externas
- Battle Poker. no MobyGames.